# Sudètes (montagne)
Pour les articles homonymes, voir Sudètes.

Sniejka.

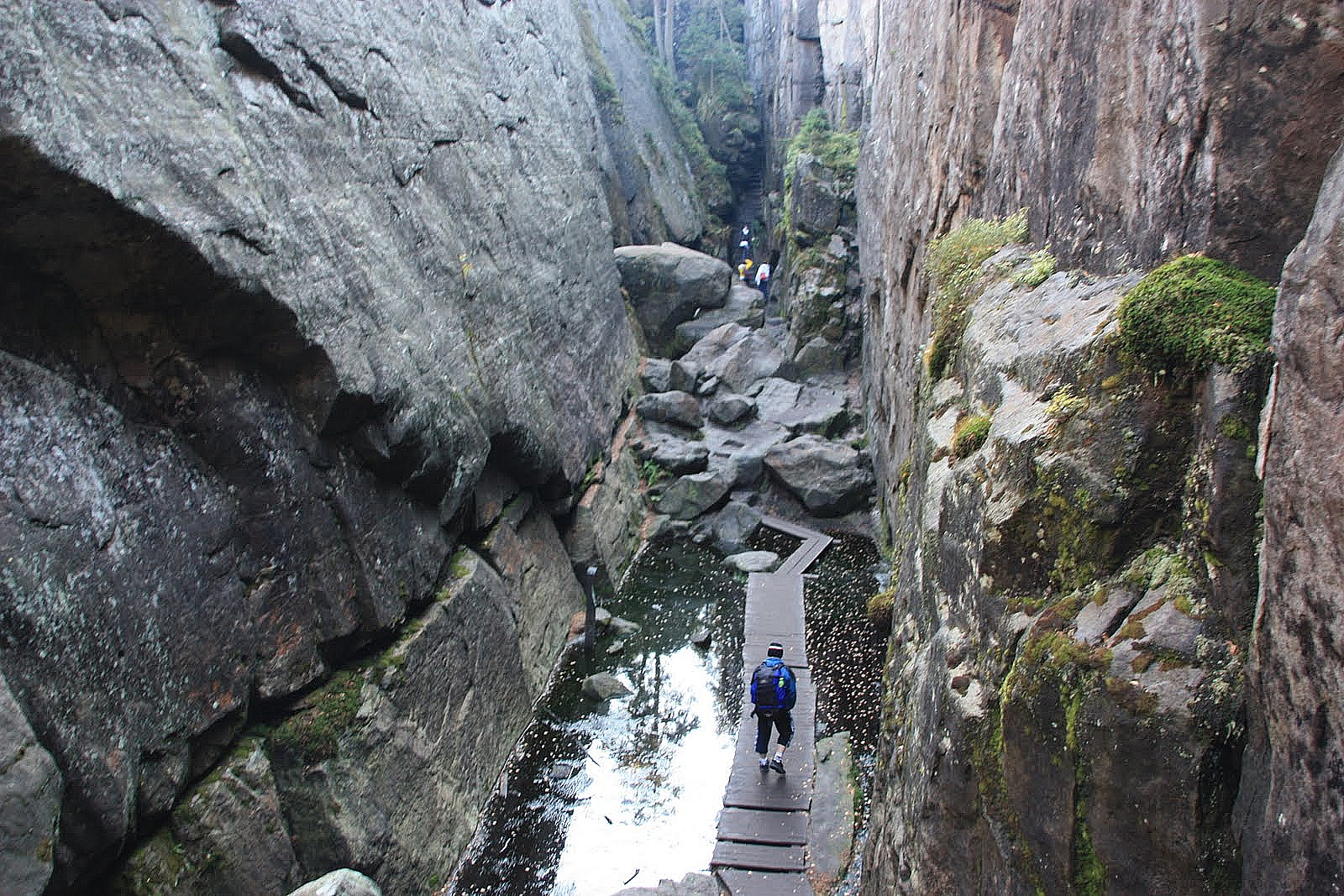
"Enfer" (Szczeliniec Wielki) dans les monts Tabulaires.

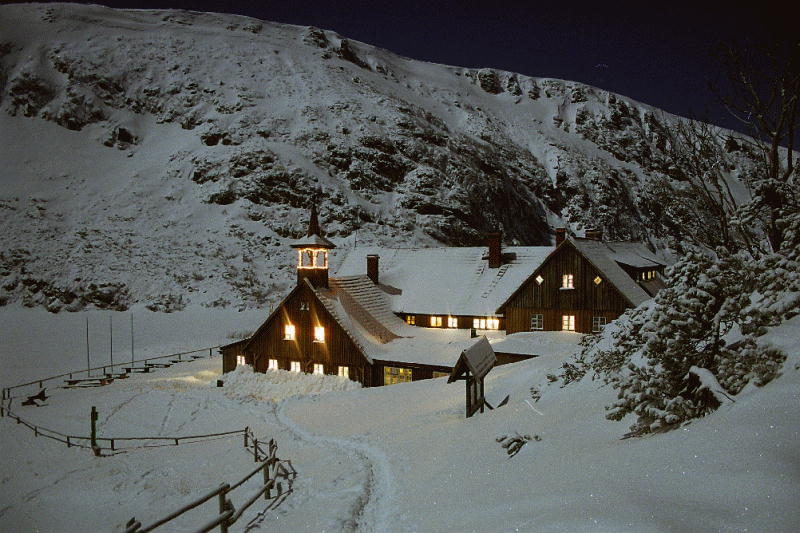
Refuge Samotnia dans les monts des Géants.

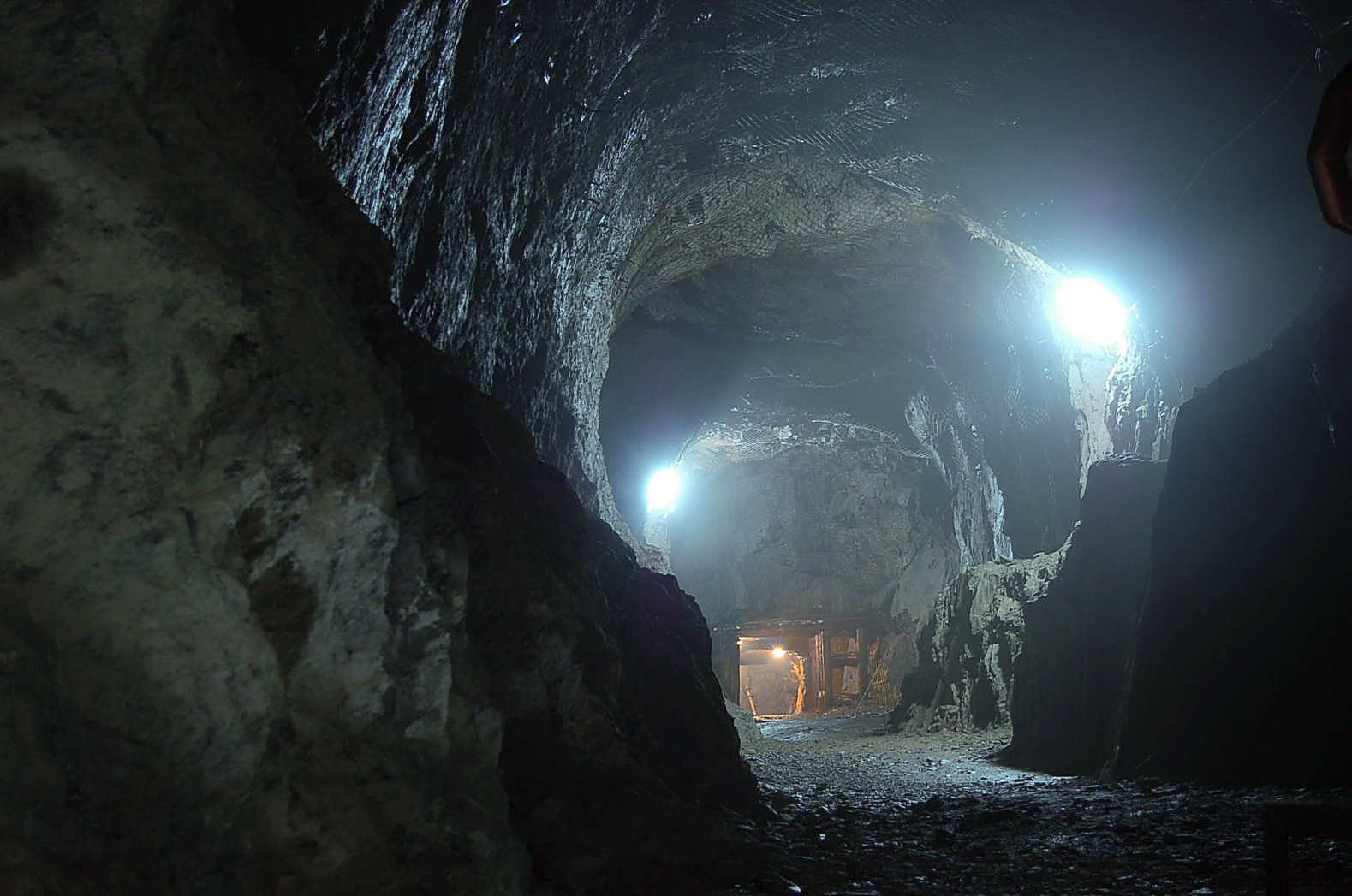
Riese.

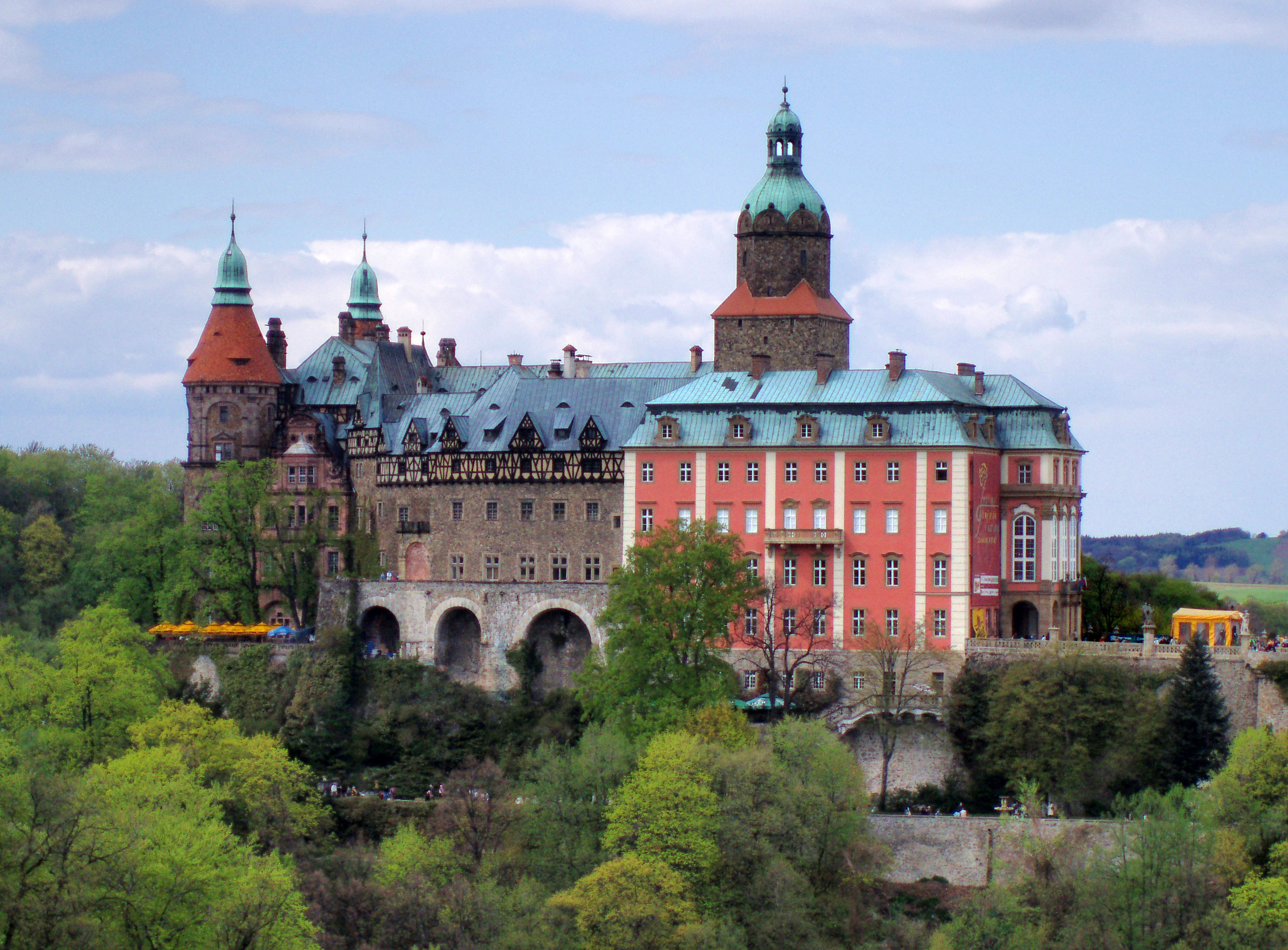
Château Fürstenstein.

Les Sudètes (en allemand : Sudeten ; en tchèque et en polonais : Sudety ; nom complet dans la littérature tchèque : Krkonošsko-jesenická subprovincie) sont une chaîne de montagnes d'Europe centrale, qui représente la partie nord-est du large massif de Bohême. S'étendant du massif gréseux de l'Elbe à la porte de Moravie, les Sudètes sont à cheval sur l'Allemagne à l'ouest, la Pologne au nord et la Tchéquie au sud, et forment la frontière entre ces deux derniers pays.
Moyennes montagnes, elles culminent à 1 603 mètres d'altitude au mont Sniejka, sur la frontière polono-tchèque. Elles comprennent plusieurs massifs, dont les monts des Géants et le Hrubý Jeseník, qui forment la zone frontalière entre les régions historiques de la Bohême, la Moravie, la Silésie et la Haute-Lusace.

## Toponymie
Le nom de la chaîne montagneuse est attesté sous la forme de Soudeta ore citée pour la première fois par le géographe et astronome grec Ptolémée en 150. Après la Première Guerre mondiale, le terme de « Allemands des Sudètes » ou simplement « Sudètes » a été adopté pour désigner les populations germanophones de la République tchécoslovaque vivant dans la « région des Sudètes » qui néanmoins s'étend en majeure partie au dehors des montagnes. Aujourd'hui encore, on omet ainsi l’appellation dans la littérature tchèque.

## Principaux massifs de montagnes

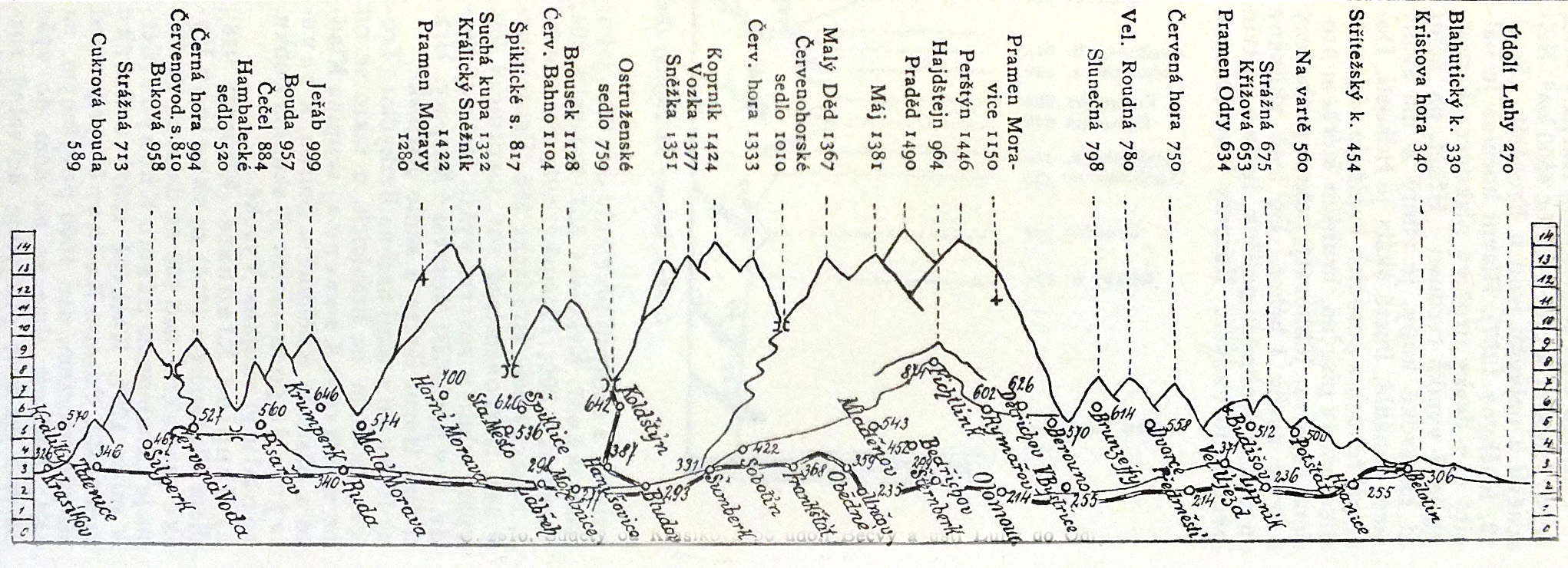
Altitude des montagnes des Sudètes de Moravie, ouvrage de 1901.

Selon la classification traditionnelle, les Sudètes sont subdivisées en trois entités distinctes :
- Massifs des Sudètes occidentales
  - Monts de Lusace[1] (Lausche, 792 m)
  - Monts de la Jizera (Wysoka Kopa, 1 126 m)
  - Monts des Géants[1] (Sniejka, 1 602 m)
- Massifs des Sudètes centrales
  - Massif de Ślęża (718 m)
  - Góry Sowie (Wielka Sowa, 1 015 m)
  - Monts Tabulaires (Szczeliniec Wielki, 919 m)
  - Monts Orlické hory (Velká Deštná, 1 116 m)
- Massifs des Sudètes orientales
  - Monts Śnieżnik (Králický Sněžník, 1 425 m)
  - Monts Hrubý Jeseník[1] (Praděd, 1 491 m)

## Principales villes des Sudètes

### Allemagne
- Zittau (25 712 habitants en 2015)

### Pologne
- Wałbrzych (116 069 habitants en 2015), principale ville des Sudètes
- Jelenia Góra (81 190)
- Kłodzko (27 685)
- Prudnik (21 170)
- Głuchołazy (13 735)

### Tchéquie
- Liberec (103 288 habitants en 2016)
- Jablonec nad Nisou (45 510)
- Šumperk (26 478)
- Krnov (23 992)
- Náchod (20 267)